# Le Cirque des vampires
Pour plus de détails, voir Fiche technique et Distribution.
Le Cirque des vampires (Vampire Circus) est un film britannique réalisé par Robert Young, sorti en 1972.

## Synopsis
1810. Les habitants de la ville de Shtettel tuent le comte Mitterhaus (Robert Tayman), accusé de vampirisme. Sa complice est Anna (Domini Blythe), la femme du professeur Albert Mueller (Laurence Payne), qui conduit jusqu’à lui les enfants dont il s’alimente. Les villageois prennent donc le château d’assaut, et parviennent à planter un pieu dans la poitrine du comte. Celui-ci meurt en annonçant que tous les enfants du village seront victimes de sa malédiction. Conduite hors du château, que l’on s’empresse de détruire par les flammes et aux explosifs, Anna est soumise à une séance de flagellation publique, après quoi elle réussit à mettre la dépouille du comte à l’abri dans une crypte. Les gouttes de sang qui s’écoulent de ses plaies redonnent brièvement vie à Mitterhaus, qui lui ordonne de retrouver son cousin Emil.
Quinze ans plus tard, Shtettel est ravagé par une mystérieuse épidémie. Les habitants des villages voisins, craignant la propagation de la maladie, ont mis en place un blocus et tirent sur tous ceux qui tentent de quitter le village. Le docteur Kersch (Richard Owens) parvient pourtant, avec l’aide de son fils Anton (John Moulder-Brown), à forcer le blocus pour tenter d’obtenir une aide médicale extérieure. C’est alors qu’un cirque réussit à passer en sens inverse et vient s’installer à Shtettel. Ce cirque est en fait dirigé par une bohémienne (Adrienne Corri) qui n’est autre qu’Anna Mueller sous un nouveau visage et par Emil (Anthony Higgins), le cousin de Mitterhaus, lui-même un vampire possédant la faculté de se métamorphoser en panthère noire. Évidemment, ils viennent à Shtettel avec l’intention d’accomplir la malédiction de Mitterhaus, qu’ils comptent d’ailleurs faire revenir à la vie.
Après le premier spectacle du « Cirque de la nuit », Emil séduit Rosa (Christine Paul), la fille du maire, puis il retrouve la crypte dans laquelle gît toujours Mitterhaus. Le spectacle suivant comprend la présentation d’une galerie de miroirs. Invité à la visiter, et confronté au miroir magique situé en fin de parcours, le maire (Thorley Walters) a la vision du comte Mitterhaus revenu à la vie et il est victime d’un malaise. Après cet événement, la famille Schilt, qui essaie de s’enfuir du village, est taillée en pièces par Emil sous sa forme de panthère noire. 
Peu de temps après, la fille de Mueller, Dora (Lynne Frederick), force le blocus en sens inverse pour revenir au village, où elle compte rejoindre Anton Kersch, dont elle est amoureuse. Dans les bois, elle découvre les restes en cours de décomposition des Schilt. Lorsqu’elle arrive au village et rapporte ce qu’elle a vu, une polémique se déclenche: son père soupçonne les animaux du cirque d’être responsables de ce massacre, tandis qu’Anton prend la défense du cirque, qui a selon lui un effet bénéfique sur le moral des villageois en leur permettant d’oublier momentanément l’épidémie et le blocus. Anton emmène Dora voir les animaux pour la convaincre qu’ils sont inoffensifs. À l’occasion de cette visite nocturne, ils trouvent vide la cage la panthère noire.
Au cours de la même nuit, deux enfants du village sont mordus et tués par les vampires Heinrich et Helga, les deux acrobates jumeaux (Robin Sachs & Lalla Ward). Le maire et le père des enfants assassinés s’arment de fusils et tuent le chimpanzé et le tigre du cirque. Le maire tire ensuite sur Emil, sans aucun effet. Il est alors victime d’un second malaise, qui lui est fatal. Emil s’enfuit alors avec Rosa, qu’il vide de son sang au-dessus de la tombe du comte.
C’est ensuite à Dora d’être prise en chasse par les jumeaux acrobates. Elle ne survit à leur attaque que grâce à la croix qu’elle porte au cou. Emil s’en prend alors à un groupe d’étudiants, qui est impitoyablement massacré, tandis que la gitane se saisit du pendentif de Dora (dont elle est en fait la mère), faisant de cette dernière une proie facile pour les jumeaux. Dora réussit pourtant à se réfugier dans une chapelle. Depuis une position élevée, elle jette sur Helga une grande croix de bois qui lui traverse le cœur, ce qui entraîne la mort simultanée des deux jumeaux.
Sur ces entrefaites, le Dr. Kersh revient de la capitale avec une escorte impériale, des remèdes contre la maladie qui dévaste le village et des informations précises sur de nombreux meurtres vampiriques perpétrés dans la contrée, toujours liés à la présence du « Cirque de la Nuit ». Une attaque est donc lancée contre le cirque. Dora est kidnappée par Emil qui la conduit dans la crypte, où il compte se servir d’elle pour ramener le comte à la vie. Dans un sursaut d’instinct maternel, la gitane sauve Dora des crocs d’Emil, et est mordue à sa place, ce qui entraîne sa mort mais lui redonne son vrai visage, celui d’Anna Mueller. À ce moment, Anton Kersch, le professeur Mueller et les soldats font irruption dans la crypte. Emil est tué avec le pieu qui était resté planter dans la poitrine du comte Mitterhaus, lequel surgit de son sarcophage pour être décapité par Anton. Tout le monde quitte les lieux et les villageois incendient la crypte en y jetant des torches.

## Fiche technique
- Titre français : Le Cirque des vampires
- Titre original : Vampire Circus
- Réalisation : Robert Young
- Scénario : Jud Kinberg
- Musique : David Whitaker
- Photographie : Moray Grant
- Montage : Peter Musgrave
- Production : Wilbur Stark
- Sociétés de production : Hammer Films & The Rank Organisation
- Société de distribution : Rank Film Distributors
- Pays :  Royaume-Uni
- Langue : Anglais
- Format : Couleur - Mono - 35 mm - 1.66:1
- Genre : Horreur
- Durée : 87 min
- Dates de sortie : 
  -  Royaume-Uni 30 avril 1972
  -  France 23 août 1973

## Distribution
- Laurence Payne (VF : Roland Ménard) : Le professeur Albert Mueller
- Thorley Walters (VF : Philippe Dumat) : Le bourgmestre
- Robin Hunter (VF : Claude Joseph) : Albert Hauser
- Adrienne Corri : La bohémienne
- Anthony Higgins (VF : Philippe Ogouz) : Emil
- John Moulder-Brown : Anton Kersh
- Lynne Frederick (VF : Jeanine Forney) : Dora Mueller
- Richard Owens (VF : William Sabatier) : Dr. Kersh
- John Bown (VF : Marc de Georgi) : Schilt
- Robert Tayman (VF : Marc Cassot) : Le comte Mitterhaus
- Christine Paul : Rosa
- Mary Wimbush (VF : Lita Recio) : Elvira
- Skip Martin (VF : Guy Piérauld) : Michael
- Barnaby Shaw (VF : Christophe Bruno) : Gustav Hauser
- Robin Sachs : Heinrich
- Lalla Ward : Helga
- David Prowse : L'homme costaud
- Domini Blythe : Anna Mueller